# Hecla/Grindstone Provincial Park
Hecla/Grindstone Provincial Park är en provinspark i Manitoba i Kanada. Den ligger i Winnipegsjön, cirka 15 mil norr om Winnipeg.